# Christopher George
Christopher George, né le 25 février 1931 à Royal Oak, Michigan (États-Unis), mort d'une crise cardiaque le 28 novembre 1983 à Los Angeles (Californie), est un acteur américain.
C'est la série L'Immortel (The Immortal) qui le fit connaître en France.

## Filmographie

### Cinéma
- 1965 : Première victoire (In Harm's Way) : Sailor
- 1966 : The Gentle Rain (en) : Bill Patterson
- 1966 : El Dorado de Howard Hawks : Nelse McLeod
- 1968 : Tiger by the Tail : Steve Michaelis
- 1968 : Gavilan : Gavilan
- 1968 : Project X : Hagen Arnold
- 1969 : The Devil's 8 (en) de Burt Topper : Ray Faulkner
- 1969 : The Thousand Plane Raid de Boris Sagal : Col. Greg Brandon
- 1970 : The Delta Factor : Morgan
- 1970 : Chisum : Dan Nodeen
- 1973 : Pushing Up Daisies
- 1973 : Les Voleurs de trains (The Train Robbers) : Calhoun
- 1973 : Bad Charleston Charlie : Lawyer
- 1973 : I Escaped from Devil's Island : Devert
- 1974 : The Inbreaker : Roy MacRae
- 1976 : Grizzly : Ranger Michael Kelly
- 1976 : Dixie Dynamite (en) : Sheriff Phil Marsh
- 1976 : La Bataille de Midway (Midway) : Lt. Cmdr. Clarence Wade McClusky
- 1976 : Le Dernier des géants (The Shootist) : Books' victim in flashback
- 1977 : Day of the Animals : Steve Buckner
- 1977 : Whiskey Mountain : Bill
- 1978 : C'est ça l'amour (Questo sì che è amore) de Filippo Ottoni
- 1980 : The Day Santa Claus Cried
- 1980 : Frayeurs (Paura nella città dei morti viventi) : Peter Bell
- 1980 : Le Droit de tuer (The Exterminator) : Detective James Dalton
- 1981 : La Mort en récompense (Graduation Day) de Herb Freed  : Coach George Michaels
- 1981 : L'Implacable Ninja (Enter the Ninja) de Menahem Golan : Charles Venarius
- 1982 : Angkor: Cambodia Express : MacArthur
- 1982 : Le Sadique à la tronçonneuse (Pieces) : Lt. Bracken
- 1983 : Cérémonie mortelle (Mortuary) : Hank Andrews

### Télévision
- 1966 à 1968 : Commando du désert (The Rat Patrol) (série télévisée) : Sergent Sam Troy
- 1965 : Ma sorcière bien-aimée (Bewitched) (série télévisée) : épisode: George le sorcier
- 1970 : The House on Greenapple Road : Lieutenant Dan August
- 1969-1971 : L'Immortel (The Immortal) (série télévisée) : Ben Richards
- 1971 : Escape : Cameron Steele
- 1971 : Mission Impossible (épisode : Gaz) : Wendell Hoyes
- 1971 : Amnésie totale (Dead Men Tell No Tales) : Larry Towers
- 1972 : Man on a String : Lieutenant Pete King
- 1972 : L'accusé mène l'enquête (The Heist) : Joe Craddock
- 1974 : The Next Scream You Hear : Bernard Peel
- 1975 : The Last Survivors : Duane Jeffreys
- 1976 : Panique en plein ciel (Mayday at 40,000 Feet!) : Stan Burkhart
- 1978 : Cruise Into Terror : Neal Barry
- 1979 : La croisière s'amuse (saison 2, épisode 18, Réunion de travail)  (série télévisée) : Ross Randall